# Duplek
 Duplek  (en allemand : Täubling) est une commune située dans la région de la Basse-Styrie en Slovénie.

## Géographie
La commune est située à environ 10 km au sud-est de la ville de Maribor dans la région vallonnée du Slovenske Gorice. La zone fait en outre partie du bassin de la rivière Drave

### Villages
Les villages qui composent la commune sont Ciglence, Duplek, Dvorjane, Jablance, Spodnja Korena, Spodnji Duplek, Vurberk, Zgornja Korena, Zgornji Duplek, Zimica et Žikarce.

## Démographie
Entre 1999 et 2021, la population de la commune a légèrement augmenté avec une population proche de 7 000 habitants,.
Évolution démographique
| 1999  | 2000  | 2001  | 2002  | 2003  | 2004  | 2005  | 2006  | 2007  |
| ----- | ----- | ----- | ----- | ----- | ----- | ----- | ----- | ----- |
| 5 854 | 5 889 | 5 961 | 6 047 | 6 086 | 6 119 | 6 188 | 6 267 | 6 365 |
| 2008  | 2009  | 2010  | 2011  | 2012  | 2013  | 2014  | 2015  | 2016  |
| 6 534 | 6 551 | 6 626 | 6 683 | 6 699 | 6 746 | 6 765 | 6 776 | 6 726 |
| 2017  | 2018  | 2019  | 2020  | 2021  |       |       |       |       |
| 6 803 | 6 890 | 6 937 | 6 996 | 6 959 |       |       |       |       |